# Casa Enric Pavillard
La casa Enric Pavillard, o simplement casa Pavillard, és un edifici d'estil modernista de Badalona (Barcelonès) protegit com a bé cultural d'interès nacional. Va ser una de les primeres obres de l'arquitecte badaloní Joan Amigó i Barriga, edificada l'any 1906 a l'eixample de Badalona. És el monument modernista més destacat d'aquesta ciutat.

## Descripció
Originalment va ser concebut com un habitatge de tipus de residencial amb un jardí clos. Segons Oriol Bohigas: «Se trata de una casa donde el Modernisme reside más en los detalles que en la composición general.» A nivell constructiu, és una casa amb planta baixa, pis i golfes, estructurada en dos volums o cossos: un adjacent a la mitgera, que inclou l'escala, és més alt i cobert amb terrassa; l'altra, totalment exterior, té forma de cantonada i és cobert amb teulada a dues vessants. La façana presenta un bon repertori decoratiu d'arts aplicades. Les parets estan estucades amb falsos carreus rústecs i sanefes de flors. A l'exterior de la planta, allà on s'uneixen ambdós cossos hi ha una tribuna de ferro i cristall emplomat, pintada amb elements naturalistes, a l'estil del Raspall del Palau Nadal de Barcelona, edifici amb el qual Bohigas també troba similituds en l'estucat de les parets. Possiblement l'element més definidor de l'edifici són els elements de ferro, que probablement van requerir la participació d'algun artesà especialitzat, que necessàriament havia d'estar al corrent d'aquestes noves modes. A banda de la tribuna, té una mostra de forja als balcons i a les reixes que tanquen les finestres de les golfes que intenten conformar una línia sota el sortint de la teulada, element que, a banda de modernista enllaça amb la Secessió de Viena, i finalment el barri o porta d'entrada, que contempla una successió de cercles. En darrer lloc, té elements de ceràmica al sotabalcó.

## Història
La casa Pavillard està ubicada a l'eixample de Badalona, concretament a la part de la plana del Corb o d'en Tàpies, que va començar-se a urbanitzar a inicis de segle xx, on s'instal·la la nova burgesia industrial de la ciutat. Concretament, la casa pren el nom del seu primer propietari, un industrial d'origen francès, Enric Pavillard, que va ser gerent de la fàbrica de tintes Lorilleux, ubicada a la mateixa ciutat, i que va encarregar la construcció de la casa a l'arquitecte badaloní Joan Amigó i Barriga vers el febrer de 1906, segons l'expedient municipal, i va ser edificada aproximadament el mateix any.
El 1981 es publicava al BOE una disposició del ministeri de cultura declarant la casa com a monument històric-artístic d'interès local, després d'un informe positiu de la Reial Acadèmia de Belles Arts de San Fernando. Actualment és considerada Bé Cultural d'Interès Nacional.
El seu ús és el d'oficines d'una òptica.

## Galeria
- Detall de la tribuna de ferro i cristall emplomat. A dalt les reixes de les golfes d'influència secessionista.
- Detall de la part de sota de la balconada decorada amb ceràmica. A dalt sanefes a la sotateulada.
- Exemple decoratiu amb ferro i ceràmica a un sotabalcó individual.
- Detall d'una finestra. A la paret, estucat amb forma de carreus falsos i amb motius florals.